# Portenhagen
Portenhagen ist ein Ortsteil der Stadt Dassel im südlichen Niedersachsen, Landkreis Northeim.

## Geographie
Die Ortschaft liegt auf einer Höhe von etwa 200 m ü. NN, zwischen Harz und Weser am südlichen Fuß des Elfas, noch zum östlichen Weserbergland gehörig. Portenhagen hat einen Durchmesser von 500 m und zieht sich fast horizontal von Westen nach Osten, an beiden Seiten dann im Bergland ansteigend.

## Geschichte

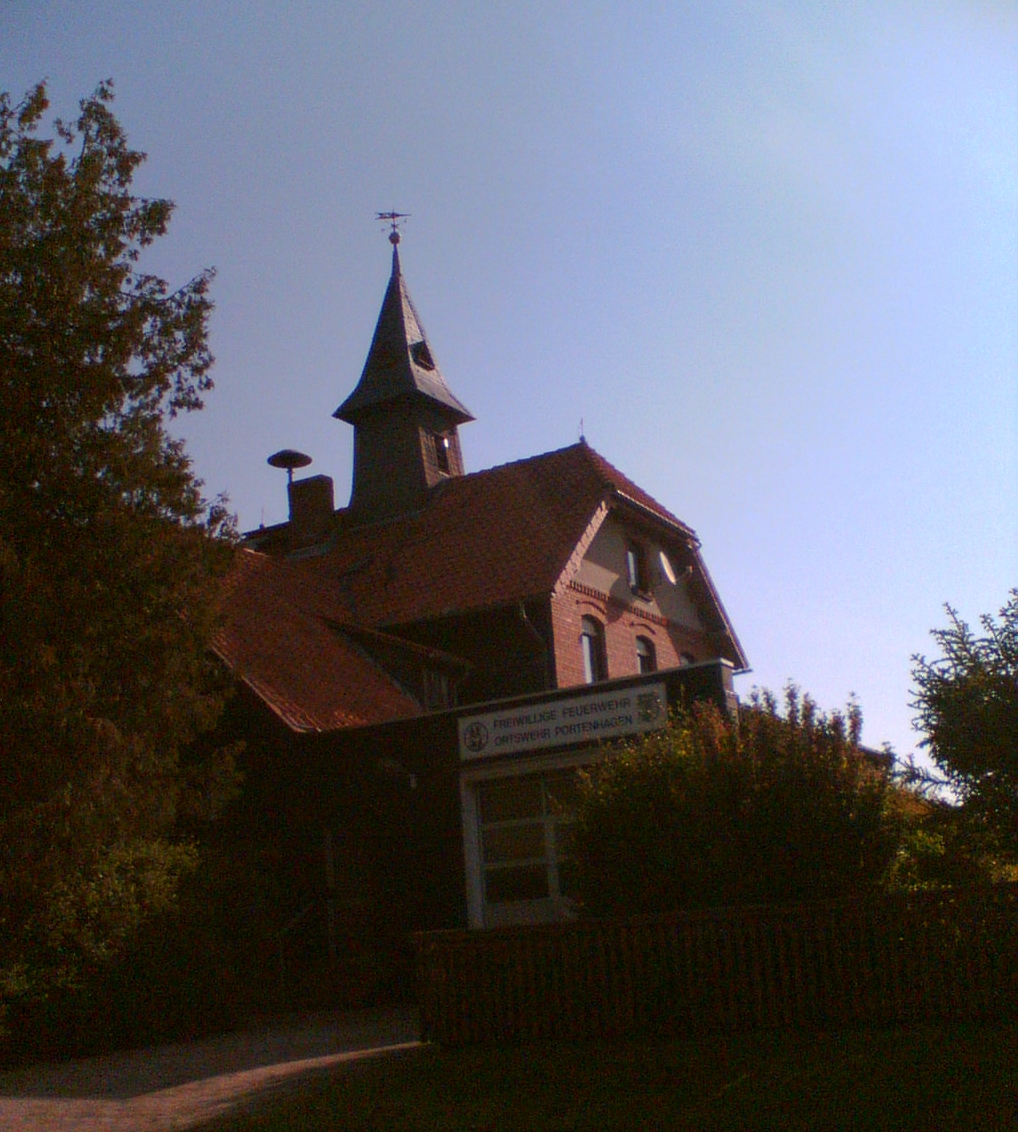
Feuerwehrstation Portenhagen mit Sirene

Portenhagen ist im 12. Jahrhundert als Hagendorf angelegt worden. Im Zuge dieses Landesausbaus wurde wahrscheinlich auch die Burg auf dem Barberg errichtet. Es wurde 1366 erstmals bei den Edelherren von Homburg zusammen mit den ehemaligen Dörfern Bedeso und Honwarde urkundlich erwähnt. In einer Fehde zwischen den Edelherren von Homburg und den Edelherren von Luthardessen wurde Portenhagen 1380 vollkommen zerstört und war über zwei Jahrhunderte unbewohnt.
Um 1583 bis 1589 siedelten einige Familien an der alten Ortsstelle im Wald und bauten Portenhagen wieder auf. Um das urbar gemachte und bestellte Land vor dem Wild zu schützen, sahen sich die Siedler gezwungen es einzuzäunen. Am Eingang war eine Einfahrt mit einer Pforte (Porte) versehen. Die Siedler wohnten also „an der Porte in den Hagen“, und so entstand der Ortsname.
Im Jahre 1689 hatte Portenhagen 118 Einwohner, darunter waren unter anderem Halbmeier, Kötner, Leibzüchter und Schweinehirten. 1738 erhielt der Ort eine eigene Schule und wurde 1920 mit elektrischem Strom versorgt. Die Familien, die von damals bis heute hier noch ansässig sind, heißen Rolf, Meysold, Brandt und Wolter.
Im Dreißigjährigen Krieg wurde die Kapelle Portenhagens zerstört, die laut dem Chronisten Johannes Letzner die Fehde von 1380 überstanden hatte. Die gerettete Glocke wurde zunächst in einen freistehenden Glockenstuhl gehängt.
Erst im 18. Jahrhundert kam es zur Errichtung eines Gebäudes, das als Schule mit Kapellenraum diente und mit der Glocke ausgestattet wurde. 1902 zog man in ein neues Gebäude um, in dem bis 1964 unterrichtet wurde. Seitdem hat die 1934 gegründete Freiwillige Feuerwehr Portenhagen, die für den Brandschutz und die allgemeine Hilfe sorgt, dort ihre Basis als Feuerwehrhaus.
Portenhagen wurde am 1. März 1974 in die Stadt Dassel eingegliedert.

## Politik

### Ortsrat
Portenhagen hat einen fünfköpfigen Ortsrat, der seit der Kommunalwahl 2021 ausschließlich von Mitgliedern der „Freien Wählergemeinschaft Portenhagen“ besetzt ist. Die Wahlbeteiligung lag bei 82,71 Prozent.

### Ortsbürgermeister
Frank Hoppert ist Ortsbürgermeister.

## Kultur
Es gibt eine Gastwirtschaft. Der Männergesangverein Portenhagen ist seit 1897 aktiv, er wurde 2019 zu einem gemischten Chor umgestaltet.